# Fuerzas de Operaciones Especiales de Estados Unidos

Insignia del Mando de Operaciones Especiales de los Estados Unidos.

Las Fuerzas de Operaciones Especiales de los Estados Unidos son fuerzas de componente activo y de reserva de las Fuerzas Armadas de los Estados Unidos. Son designadas por el Secretario de Defensa de los Estados Unidos, y están entrenadas específicamente para llevar a cabo operaciones en una zona bajo control del enemigo u hostil, o entornos políticamente sensibles, para lograr objetivos militares, diplomáticos e informativos de Estados Unidos.

## Unidades de Fuerzas de Operaciones Especiales de los Estados Unidos

### Unidades de Misiones Especiales
- 1.º Destacamento Operacional de Fuerzas Especiales - Delta (SFOD-D) «Fuerza Delta».
- Grupo de Desarrollo de Guerra Naval Especial de los Estados Unidos «DEVGRU».
- 24° Escuadrón de Tácticas Especiales
- JSOC

### Ejército
- Fuerzas Especiales del Ejército de los Estados Unidos (Boinas Verdes)
- 75.º Regimiento Ranger (Rangers)
- 160.º Regimiento de Aviación de Operaciones Especiales (Night Stalkers)

### Cuerpo de Marines
- Regimiento Raider de los Marines
- Anglico (Air Naval Gunfire Liaison Company)
- División de Reconocimiento de los Marines.
- MARSOC

### Armada
- SEAL
- Tripulación Combatiente de Operaciones Especiales (SWCC)

### Fuerza Aérea
- Equipo de Control de Combate de la Fuerza Aérea de los Estados Unidos
- Pararrescate de la Fuerza Aérea de los Estados Unidos
- Técnicos Meteorólogos de Operaciones Especiales de la Fuerza Aérea de los Estados Unidos

### Guardia Costera
- Grupo de Operaciones de Despliegue

### Unidades Especiales de la Comunidad de Inteligencia
- Centro de Actividades Especiales (SAC) de la Agencia Central de Inteligencia (CIA)

### Unidades inactivas y suprimidas
Desde la Segunda Guerra Mundial, se formaron docenas de unidades de operaciones especiales en las fuerzas armadas estadounidenses que luego han sido suprimidas. Muchas fueron creadas para un objetivo específico y limitado (como la Task Force 11), o para un conflicto específico. En algunos casos, una unidad de operaciones especiales es reconstituida bajo un nombre diferente, normalmente por razones de seguridad, o evoluciona de un proyecto piloto hacia una fuerza más permanente.

## Mandos
- Mando de Operaciones Especiales de los Estados Unidos (SOCOM)
  -  Mando Conjunto de Operaciones Especiales (JSOC)
  -  Mando de Operaciones Especiales de la Fuerza Aérea (AFSOC)
  -  Mando de Operaciones Especiales del Ejército de los Estados Unidos (ARSOC)
  -  Mando de Operaciones Especiales de las Fuerzas del Cuerpo de Marines de los Estados Unidos Mando de Operaciones Especiales del Cuerpo de Marines de los Estados Unidos (MARSOC)
  -  Mando de Guerra Naval Especial de los Estados Unidos (NAVSOC)

## U.S. special operations centers, schools, and courses
- Joint Special Operations University - Hurlburt Field
- Ranger School - Fort Benning
- Ranger Indoctrination Program (RIP) - Fort Benning
- John F. Kennedy Special Warfare Center and School - Fort Bragg
- Naval Special Warfare Center - Coronado, California
- USAF Special Operations School - Hurlburt Field
- Marine Special Operations School - Camp Lejeune
- Marine Corps Special Operations Training Group